# موريتس بالتازار بوركهاوزن
موریتس بالتازار بورکهاوزن (1760-1806) (بالإنجليزية: Moritz Balthasar Borkhausen)‏ هو عالم نبات ألماني.